# Raymond A. Palmer
Raymond Arthur Palmer (1 tháng 8 năm 1910 – 15 tháng 8 năm 1977) là một biên tập viên người Mỹ của tạp chí Amazing Stories từ năm 1938 đến năm 1949, khi ông rời nhà xuất bản Ziff-Davis để ra mắt và biên tập Tạp chí Fate, và sau cùng là nhiều tạp chí và sách báo khác thông qua các nhà xuất bản của riêng mình, bao gồm Amherst Press và Palmer Publications. Ngoài các tạp chí như Mystic, Search, và Flying Saucers, ông đã xuất bản hoặc tái bản nhiều cuốn sách tâm linh, bao gồm Oahspe: A New Bible (Oahspe: Một cuốn Kinh thánh mới), cũng như một số cuốn sách liên quan đến đĩa bay, bao gồm The Coming of the Saucers (Sự xuất hiện của đĩa bay), do Palmer viết chung với Kenneth Arnold. Palmer còn là một nhà văn viết nhiều câu chuyện khoa học viễn tưởng và kỳ ảo, phần lớn trong số đó đều được xuất bản dưới những bút danh khác nhau.

## Đời tư
Theo Bruce Lanier Wright cho biết, "Palmer đã bị một chiếc xe tải đâm vào năm bảy tuổi và bị gãy lưng." Một ca phẫu thuật cột sống không thành công đã kìm hãm sự phát triển của Palmer (ông cao khoảng bốn feet) và khiến cho ông bị gù lưng.
Palmer vùi đầu vào trong khoa học viễn tưởng, mà ông đọc ngấu nghiến. Ông đã vươn lên hàng ngũ giới hâm mộ khoa học viễn tưởng và được ghi nhận, cùng với Walter Dennis, nhờ việc biên tập tờ fanzine đầu tiên, The Comet, vào tháng 5 năm 1930.

## Sự nghiệp
Trong suốt những năm 1930, Palmer có nhiều câu chuyện của mình được xuất bản trên một số tạp chí khoa học viễn tưởng của thời đại. Khi Ziff-Davis mua lại tờ Amazing Stories vào năm 1938, biên tập viên T. O'Conor Sloane đã từ chức và sản phẩm đã được chuyển đến Chicago. Theo lời giới thiệu của tác giả nổi tiếng Ralph Milne Farley, việc biên tập đã được giao lại cho Palmer. Năm 1939, Palmer bắt đầu một tạp chí đồng hành với Amazing Stories mang tên Fantastic Adventures, kéo dài đến năm 1953.
Khi Ziff-Davis di dời quá trình chế tác tờ tạp chí này từ Chicago sang Thành phố New York vào năm 1949, Palmer đã từ chức và cùng với Curtis Fuller, một biên tập viên khác của Ziff-Davis không muốn rời khỏi miền Trung Tây, đã thành lập Clark Publishing Co.

### Tạp chí khoa học viễn tưởng

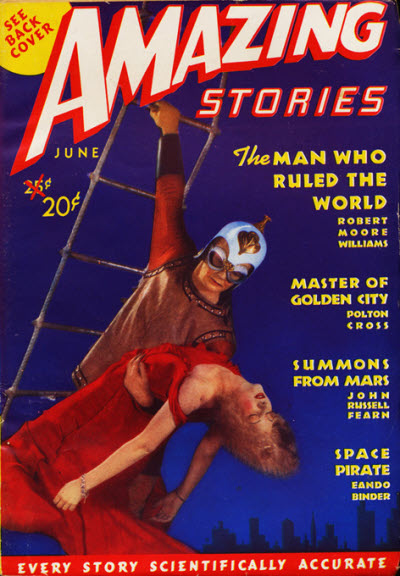
Số ra đầu tiên của tờ Amazing Stories của Palmer đã giới thiệu một logo được thiết kế lại và tuyên bố không chắc chắn "Mỗi câu chuyện chính xác về mặt khoa học"

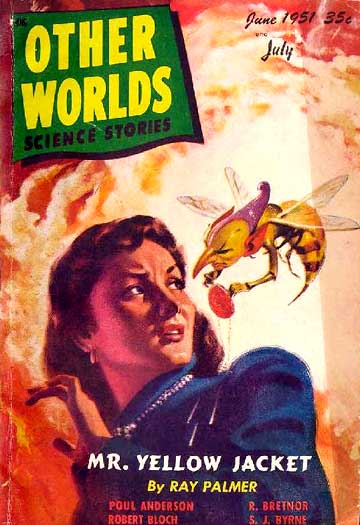
Truyện ngắn "Mr. Yellow Jacket" (Ngài Áo khoác màu vàng) của Palmer được đăng trang bìa trên tạp chí Other Worlds vào năm 1951

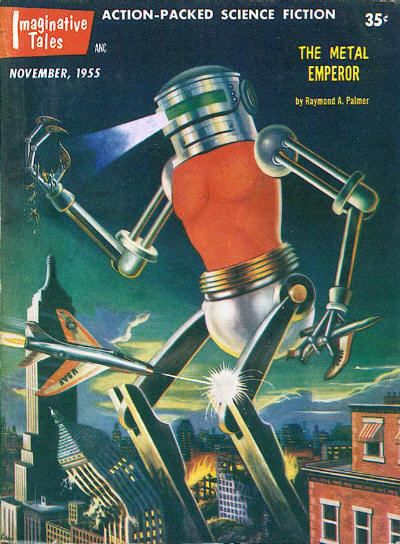
Tiểu thuyết ngắn "The Metal Emperor" (Hoàng đế kim loại) của Palmer, câu chuyện cuối cùng của ông được xuất bản trên một tạp chí sf, được đăng trang bìa trên tạp chí Imaginative Tales vào năm 1955

Là một biên tập viên, Palmer có xu hướng ưa thích những câu chuyện kiểu opera không gian, đậm chất phiêu lưu có tiết tấu rất nhanh. Nhiệm kỳ của ông tại Amazing Stories là đáng chú ý khi ông mua câu chuyện chuyên nghiệp đầu tiên của Isaac Asimov có tựa đề "Marooned Off Vesta".
Palmer cũng được biết đến với sự ủng hộ của ông đối với những câu chuyện dài kỳ và gây tranh cãi về Bí ẩn Shaver, một loạt chuyện của Richard Sharpe Shaver. Sự ủng hộ của Palmer về sự thật trong những câu chuyện của Shaver (cho rằng thế giới bị chi phối bởi những cư dân điên rồ trên Trái Đất rỗng), đã gây tranh cãi trong cộng đồng khoa học viễn tưởng. Không rõ liệu Palmer có tin những câu chuyện Shaver là sự thật hay không, hay ông chỉ sử dụng những câu chuyện này để bán tạp chí. Palmer yêu cầu các nhà văn khác viết ra những câu chuyện thuộc thể loại Shaver, đáng chú ý nhất là Rog Phillips.
Palmer bắt đầu các dự án xuất bản khoa học viễn tưởng của riêng mình khi làm việc cho Ziff-Davis, cuối cùng rời công ty để thành lập nhà xuất bản của riêng mình, Clark Publishing Company, chịu trách nhiệm cho các tạp chí Imagination và Other Worlds, trong số những tờ khác. Không có tạp chí nào trong số này đạt được thành công như của Amazing Stories trong những năm dưới quyền Palmer, nhưng Palmer đã xuất bản tạp chí Space World cho đến khi ông qua đời.

### Tạp chí siêu nhiên
Năm 1948, Palmer và Curtis Fuller đồng sáng lập Fate, bao gồm các phương pháp bói toán, sự kiện Fortean, niềm tin vào sự sống còn của nhân cách sau khi chết, chiêm bao, truyện ma, thần giao cách cảm, khảo cổ học, những vụ chứng kiến đĩa bay, sinh vật bí ẩn, y học thay thế, cảnh báo về cái chết, và các chủ đề siêu nhiên khác, nhiều phần do độc giả đóng góp.
Curtis Fuller và vợ Mary đã nắm quyền kiểm soát hoàn toàn Fate in 1955, vào năm 1955, khi Palmer bán quyền lợi của mình trong liên doanh. Tạp chí đã tiếp tục xuất bản dưới một loạt các biên tập viên và nhà xuất bản cho đến ngày nay. Một tạp chí siêu nhiên khác mà Palmer tạo ra thuộc dòng Fate là tạp chí Mystic, sau khoảng hai năm xuất bản đã trở thành tạp chí Search. Vào những năm 1970, Palmer cũng xuất bản tờ Ray Palmer's News Letter được kết hợp thành một ấn phẩm khác của ông có tên là Forum vào tháng 3 năm 1975.

### Tạp chíFlying Saucers
Trong số đầu tiên của Fate, Palmer đã xuất bản báo cáo "đĩa bay" của Kenneth Arnold. Vụ chứng kiến này của Arnold đánh dấu sự khởi đầu của kỷ nguyên UFO hiện đại, và câu chuyện của ông đã đẩy Fate còn non trẻ đến sự công nhận quốc gia. Thông qua Fate, Palmer là công cụ phổ biến niềm tin vào đĩa bay. Sự quan tâm này đã khiến ông thành lập tạp chí Flying Saucers.

### Ấn phẩm tâm linh
Sự quan tâm sâu sắc của Palmer về tâm linh và những giải thích thay thế về thực tại đã được phản ánh trong lựa chọn xuất bản của ông. Sự thích thúcủa ông đối với Kinh Thánh Oahspe, đã đưa ông vào một cuộc tìm kiếm suốt 15 năm một bản sao của bản gốc năm 1882 được xuất bản bởi Oahspe Publishing Assoc., New York và London. Mặc dù ấn bản qua khâu biên tập và sửa đổi sau đó được xuất bản vào năm 1891 và được tái bản qua nhiều năm, Kinh Thánh Oahspe bản gốc năm 1882 không có sẵn cho đến khi Palmer tái bản một bản sao của nó vào năm 1960. Nó thường được gọi là "Ấn bản Palmer" hoặc "The Green Oahspe" trong số các độc giả Oahspe. Ông tiếp tục xuất bản và in lại các phiên bản sau mà ông đã thêm một chỉ mục và ghi chú của biên tập viên. Oahspe được nhà ngoại cảm John B. Newbrough bật mí đã xuất hiện là nhờ năng lực tự viết thông qua bàn tay của mình trên máy đánh chữ mới được phát minh.

## Vinh danh
Danh tính bí mật của siêu anh hùng DC Comics Atom – do nhà văn khoa học viễn tưởng Gardner Fox giới thiệu vào năm 1961 – được đặt theo tên của Palmer. Một ấn bản mới hơn của Oahspe như một bản đề tặng Ray Palmer được xuất bản năm 2009 với tựa đề Oahspe - Raymond A. Palmer Tribute Edition.
Vào tháng 9 năm 2013, Palmer được vinh danh sau khi mất trong giải thưởng First Fandom Hall of Fame trong một buổi lễ tại Hội nghị Khoa học Viễn tưởng Thế giới lần thứ 71. Năm 2013, Tarcher/Penguin đã xuất bản một cuốn tiểu sử về Palmer có tên The Man From Mars (Người đàn ông đến từ Sao Hỏa) do Fred Nadis chấp bút.
Palmer cũng là chủ đề của cuốn sách năm 2013 của Richard Toronto có tựa đề War over Lemuria: Richard Shaver, Ray Palmer and the Strangest Chapter of 1940s Science Fiction (Chiến tranh với Lemuria: Richard Shaver, Ray Palmer và Chương kỳ lạ nhất của khoa học viễn tưởng thập niên 1940), cố gắng đưa ra một lịch sử chi tiết về Bí ẩn Shaver và hai người đề xướng chính của nó.

## Tác phẩm

### Truyện ngắn
- The Time Ray of Jandra, Wonder Stories (Tháng 6 năm 1930)
- The Man Who Invaded Time, Science Fiction Digest (Tháng 10 năm 1932)
- Escape from Antarctica, Science Fiction Digest (Tháng 6 năm 1933)
- The Girl from Venus, Science Fiction Digest (Tháng 9 năm 1933)
- The Return to Venus, Fantasy Magazine (Tháng 5 năm 1934)
- The Vortex World, Fantasy Magazine (1934)
- The Time Tragedy, Wonder Stories (Tháng 12 năm 1934)
- Three from the Test-Tube, Wonder Stories (1935)
- The Symphony of Death, Amazing Stories (Tháng 12 năm 1935)
- Matter Is Conserved, Astounding Science-Fiction (Tháng 4 năm 1938)
- Catalyst Planet, Thrilling Wonder Stories (Tháng 8 năm 1938)
- The Blinding Ray, Amazing Stories (Tháng 8 năm 1938)
- Outlaw of Space, Amazing Stories (Tháng 8 năm 1938)
- Black World (Phần 1/2), Amazing Stories (Tháng 3 năm 1940)
- Black World (Phần 2/2), Amazing Stories (Tháng 4 năm 1940)
- The Vengeance of Martin Brand (Phần 1/2), Amazing Stories (Tháng 8 năm 1942)
- The Vengeance of Martin Brand (Phần 2/2), Amazing Stories (Tháng 9 năm 1942)
- King of the Dinosaurs, Fantastic Adventures (Tháng 10 năm 1945)
- Toka and the Man Bats, Fantastic Adventures (Tháng 2 năm 1946)
- Toka Fights the Big Cats, Fantastic Adventures (Tháng 12 năm 1947)
- In the Sphere of Time, Planet Stories (Hè năm 1948)
- The Justice of Martin Brand, Other Worlds Science Stories (Tháng 7 năm 1950)
- The Hell Ship, Worlds of If (Tháng 3 năm 1952)
- Mr. Yellow Jacket, Other Worlds (Tháng 6 năm 1951)
- I Flew in a Flying Saucer (Phần 1/2), Other Worlds Science Stories (Tháng 10 năm 1951)
- I Flew in a Flying Saucer (Phần 2/2), Other Worlds Science Stories (Tháng 12 năm 1951)
- The Metal Emperor, Imaginative Tales (Tháng 11 năm 1955)

### Phi hư cấu
- The Coming of the Saucers (viết cùng Kenneth Arnold) (1952)
- The Secret World (viết cùng Richard Shaver) (1975)